# ساندور لاسلو
ساندور لاسلو (بالمجرية: László Sándor)‏ هو منافس ألعاب قوى مجري، ولد في 4 مارس 1925، وتوفي في سبتمبر 2002.

## وصلات خارجية
- ساندور لاسلو على موقع أوليمبيديا (الإنجليزية)
- ساندور لاسلو على موقع اللجنة الأولمبية المجرية (الهنغارية)